# 禾寧丹足球會
 禾寧丹（FC Volendam）是一支荷蘭足球會。2007/08球季，禾寧丹取得荷蘭乙組足球聯賽冠軍，得以升上荷蘭甲組足球聯賽。翌季在荷兰足球甲级联赛排第18名，曾降回乙組，直至2021/22球季取得荷蘭乙組足球聯賽亞軍升上荷蘭甲組足球聯賽為止。

## 著名球員
- 雲杜普
- Wim Jonk
- Arnold Mühren
- Gerrie Mühren
- 列斯加
- 尼克·杜德曼（Nick Doodeman）
- Peter Vermes

## 榮譽
- 荷乙: 6

1958-59, 1960-61, 1966-67, 1969-70, 1986-87, 2007-08

## 連結
- Official website （页面存档备份，存于）
- Fansite FC Volendam （页面存档备份，存于）